# 오아시스 세탁소
"오아시스 세탁소"(Oasis Laundry)는 한국에서 제작된 권중목 감독의 2017년 드라마 영화이다. 조준형 등이 주연으로 출연하였고 권중목 등이 제작에 참여하였다.

## 출연

### 주연
- 조준형
- 문상희
- 정래석
- 이재훤
- 정혜지

### 조연
- 이혜성
- 차명욱
- 최상민
- 김명애
- 김양지
- 허정진
- 김예원
- 이창배
- 김나경

## 기타
- 각색: 권중목
- 프로듀서: 김동원
- 프로듀서: 장인보
- 프로듀서: 김혜진
- 촬영감독: 김영철(K.S.C.)
- 촬영부: 이영진
- 촬영부: 최병인
- 촬영부: 권문선
- 촬영부: 김주환
- 촬영부: 한창석
- 조명부: 김주환
- 조연출: 권문선
- 연출부: 최종원
- 연출부: 이상미
- 연출부: 김나경
- 연출부: 이창배
- 동시녹음: 김승필
- 붐오퍼레이터: 임진희
- 붐오퍼레이터: 김유진
- 사운드디자인: 한창석
- 사운드디자인: 방진영
- 세트: 김영호
- 소품: 권문선
- 분장: 이승진
- 연극연출: 권호성
- 디지털색보정: 한창석
- 디지털색보정: 정명훈
- 국내배급: 김혜진
- 국내배급: 이진주
- 해외배급: 신용재
- 행정지원: 전지수
- 행정지원: 권우환